# Esperanto-Musik

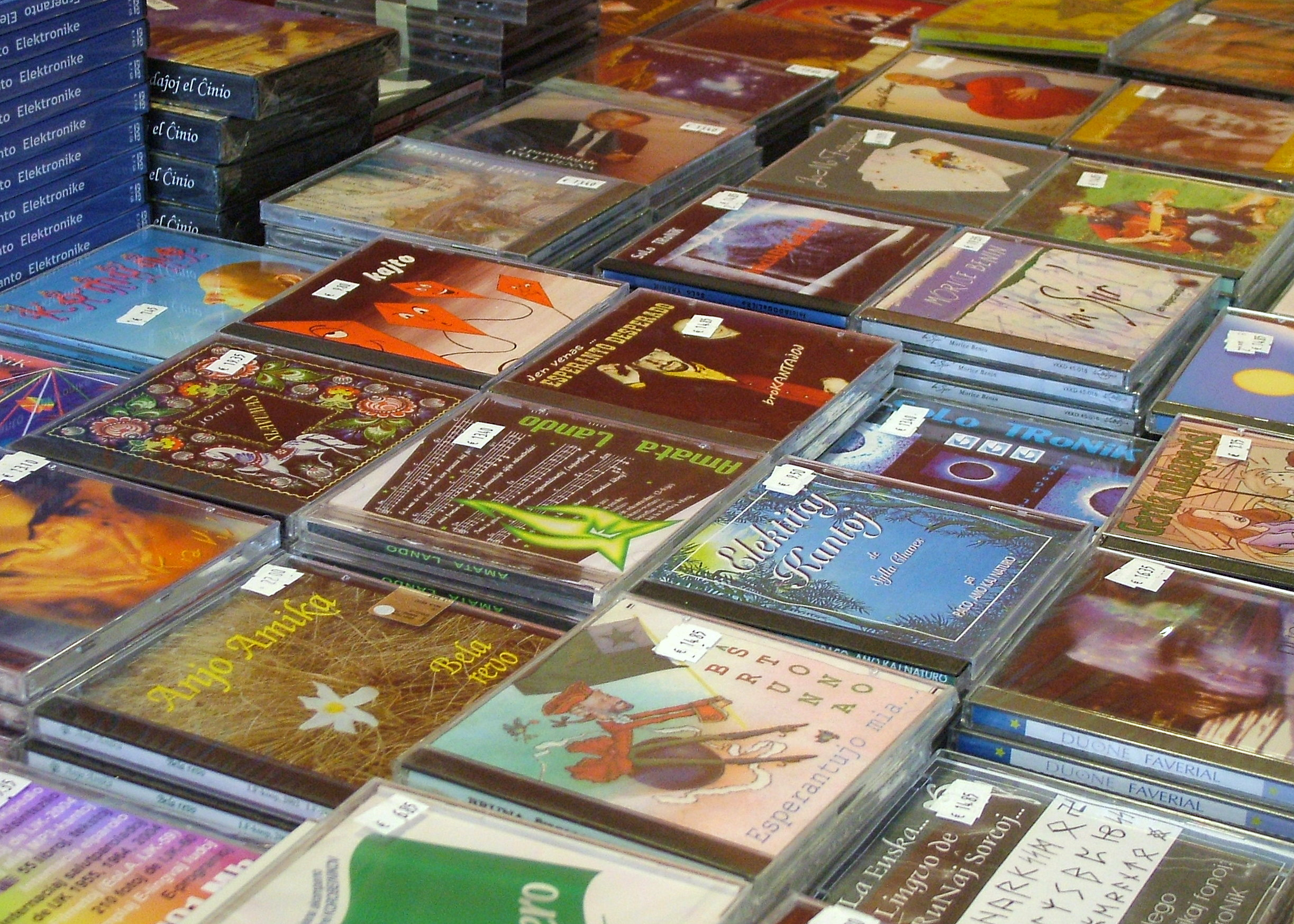
Compactdiscs auf dem Welt-Esperanto-Kongress 2008

Esperanto-Musik bezeichnet Musik zu Texten in der Plansprache Esperanto. Sie ist ein Bestandteil der Esperanto-Kultur und der internationalen Esperanto-Treffen. Die Texte sind zum Teil Übersetzungen, zum Teil Original auf Esperanto geschrieben.

## Geschichte
Bereits wenige Jahre nach Veröffentlichung des ersten Esperanto-Lehrbuches 1887 entstanden die ersten Esperanto-Musikstücke. Dabei handelte es sich z. B. um Vertonungen von Zamenhof-Gedichten wie La vojo (Der Weg) oder La Espero (Die Hoffnung). Letzteres wurde auf dem ersten Esperanto-Weltkongress 1905 als Hymne der Esperanto-Bewegung angenommen. Am 26. Oktober 1896 wurde in Smolensk zum ersten Mal in einer Messe ein Lied auf Esperanto gesungen. Der Text, abgedruckt in dem Heft Preĝaro por katolikoj (Gebetbuch für Katholiken), stammte von Prälat A. Dambrauskas aus Litauen, die Musik von Franz Liptschinski.
Die Sennacieca Asocio Tutmonda gab 1924 ein „proletarisches Liederbuch“ mit Arbeiterliedern auf Esperanto heraus. Raymond Schwartz leitete in Paris drei Kabaretts: Verda Kato (Grüne Katze, 1920–1926), Bolanta kaldrono (Kochender Kessel, 1936–1939) und Tri koboldoj (Drei Kobolde, 1944–1956), in deren Rahmen sich viele mehr oder weniger amateurhafte Liedermacher präsentierten. Aus dieser Zeit sind nur wenige Tondokumente erhalten, da nur wenig produziert wurde. Seltene Raritäten sind höchstens in Sammlungen zu finden.
Ab den 1960er Jahren spielten Liedermacher eine große Rolle in der Esperanto-Musikszene. Das von Bernard Stollman 1963 in den USA gegründete Label ESP-Disk gab als erstes Werk das Album Ni kantu en Esperanto (Wir singen auf Esperanto) heraus, welches unter anderem das in der Esperanto-Sprachgemeinschaft bekannte Lied La lingvo por ni (Die Sprache für uns) enthält (Melodie: My Bonnie Lies over the Ocean). 1967 erschien die Schallplatte Jen nia mondo (etwa: Sieh' dir unsere Welt an) der niederländischen Musikgruppe Duo espera (Hoffendes Duo). Das Titellied ist eine Übersetzung des Stückes This land is your land von Woody Guthrie. Für das Projekt zeichnete Wouter Pilger verantwortlich.
In den 1970er Jahren erschienen neue Esperanto-Künstler, die Vinylplatten oder Kassetten herausgaben. In diese Zeit fällt die Gründung der ersten Esperanto-Plattenfirmen wie La Nuova Frontiera (später edistudio, Italien) im Jahr 1977 oder LF-koop in der Schweiz.  Die Tradition der Liedermacher setzt sich bis in die heutige Zeit fort.

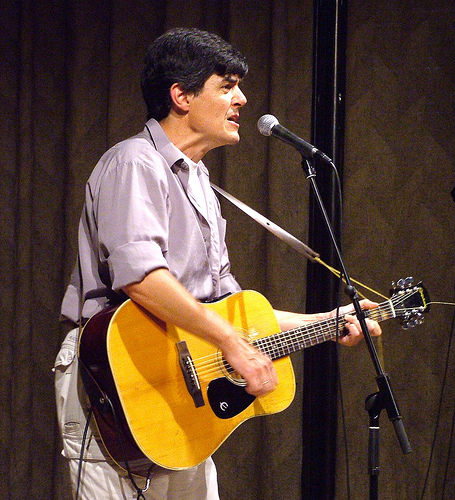
JoMo bei einem Auftritt in Belgien 2007

Auf der Schallplatte Vivu la stel'  (Es lebe der Stern) von Reiner Svensson aus Schweden, erschienen Anfang der 1970er, ist mit dem Lied Sven kaj Siv (Sven und Siv) erstmals Rockmusik auf Esperanto zu hören. Der Durchbruch für die moderne Esperanto-Musik kam jedoch erst 1982 mit der Gründung der Band Amplifiki (Verstärken), deren Mitglieder aus Schweden, Dänemark und Frankreich kamen. Das erste Album Tute ne gravas (etwa: Es ist alles nicht so schlimm) aus dem Jahr 1986 enthält unter anderem das Lied Sola (Alleine), das von der internationalen Stimmung auf einem Esperanto-Jugendweltkongress (Internacia Junulara Kongreso, IJK) handelt und zu einem Klassiker wurde, der heute regelmäßig auf Esperanto-Jugendtreffen gesungen wird. Andere Rockbands aus dieser Zeit sind La Mondanoj (etwa: Die Weltbürger) aus Berlin und die slowakische Band Team' . 1989 gaben letztere das Album Ora Team'  (Goldenes Team) auf Esperanto heraus. In ihrer Heimat waren sie zu dieser Zeit auf der Höhe ihres Erfolges: In der Tschechoslowakei gewannen Team' 1989, 1990 und 1991 die Auszeichnung Zlatý slavík („Goldene Nachtigall“). Das Bandmitglied Pavol Habera setzte sich 1991 außerdem noch in der Kategorie „Sänger“ unter anderem gegen Karel Gott durch. Einige ehemalige Amplifiki-Mitglieder gründeten 1986 Persone (Persönlich). Mit fünf Alben, zwei Sampler-Beiträgen und einem Soloalbum des Gitarristen und Sängers sind sie die erfolgreichste und langlebigste Esperanto-Rockband.

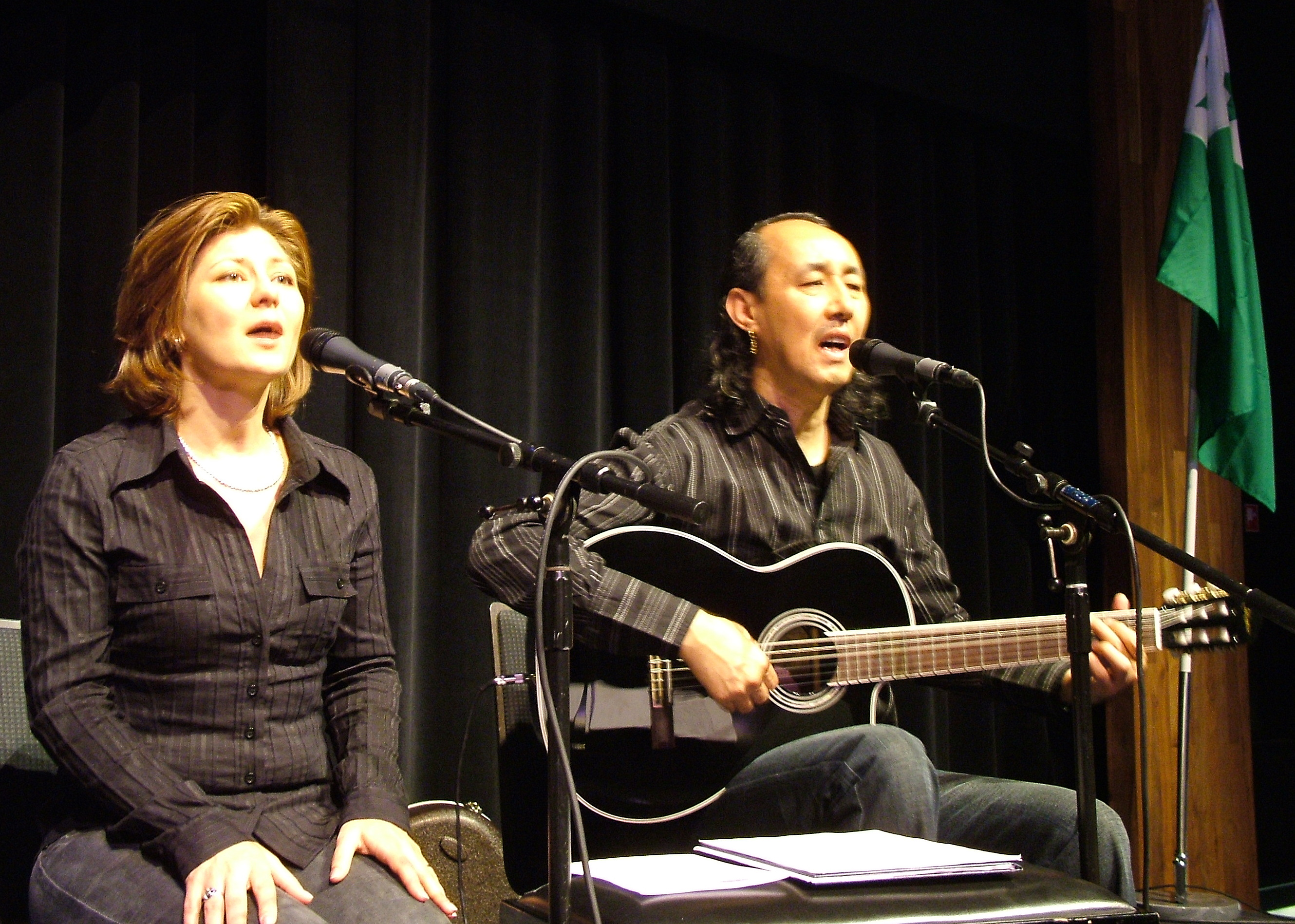
Ĵomart kaj Nataŝa auf dem Welt-Esperanto-Kongress, 2008

Drei weitere Esperanto-Musikgruppen sind seit Ende der 1980er Jahre bis heute tätig: Das Folklore-Ensemble Kajto (Papierdrachen) gab 1989 die erste CD auf Esperanto heraus. Die Liedermacher Ĵomart kaj Nataŝa stammen ursprünglich aus Kasachstan, wohnen jedoch seit vielen Jahren in Schweden. Der Franzose Jean-Marc Leclercq, der unter dem Künstlernamen JoMo mehrere Platten auf Esperanto veröffentlicht hat und auf zahlreichen Esperanto-Treffen auftritt, ersang sich im Jahre 2000 mit einem Konzert in 22 Sprachen einen Eintrag im Guinness-Buch der Rekorde. Er spielt mit wechselnden Formationen (Rozmariaj Beboj („Rosemaries Babys“), Mamutoj („Mammuts“), Liberecanoj („Libertäre“)) sowohl Rock- als auch Weltmusik.
1988 wurde ein Fachverband für Esperanto-Rockmusik, kurz EUROKKA, gegründet. Seit 1990 existiert die Esperanto-Plattenfirma Vinilkosmo (Vinylkosmos) in Donneville bei Toulouse (Frankreich), die schon bald eine zentrale Position bei der Vermarktung moderner Esperanto-Musik einnahm.; die typische Auflage einer Esperanto-CD liegt in der Größenordnung von 1 000 Exemplaren. Vinilkosmo ist von der Requirierung der Gruppen über die Produktion von CDs bis hin zu deren Vertrieb bei allen Entstehungsphasen von Esperanto-Musik aktiv. Seit 2001 gehört ein eigenes Studio dazu. Die erste Veröffentlichung bestand aus einer Vinyl-Doppel-EP mit je zwei Liedern von Amplifiki und La Rozmariaj Beboj. Wenige Wochen später erschien die 0. Ausgabe der Zeitschrift rok-gazet' , die bis zur 9. Ausgabe im Jahr 2003 die wichtigste Esperanto-Zeitschrift für moderne Esperanto-Musik war und in über 80 Ländern gelesen wurde. Auf Initiative des Label-Chefs Floréal Martorell wurden im Rahmen der Kolekto 2000 („Sammlung 2000“) zwischen 1998 und 2000 zehn verschiedene CDs von zehn verschiedenen Musikgruppen herausgegeben. Für einen Großteil von ihnen war es das erste Esperanto-Album überhaupt.
Discos gab es seit spätestens Mitte der 1980er Jahre auf Esperanto-Jugendtreffen. In den 1990er Jahren bildete sich eine eigene DJ-Szene. Inzwischen ist es üblich, als Spezialprogramm ein bis zwei Stunden nur Esperanto-Musik aufzulegen. Die DJs produzieren zudem Remixe von Esperanto-Musikstücken.
Vinilkosmo brachte 1995/1996 die beiden Sampler Vinilkosmo-kompil' vol. 1 & 2 heraus, die neben Beiträgen von bereits in der Esperantowelt bekannten Gruppen eine Vielzahl von Neulingen enthielten. Das erste Esperanto-Musical wurde 1997 im Rahmen des Esperanto-Jugendweltkongresses aufgeführt. Es handelt von dem Heiligen Franz von Assisi.
Inzwischen sind verschiedene Musikstile wie Punk, Hiphop, Techno, Trance, House und Drum and Bass auf Esperanto verfügbar.

## Gegenwart
Im Jahr 2000 gab die Gruppe Esperanto Desperado ihre CD Brokantaĵoj (Krempelieder) heraus, die Stilrichtungen wie Rock, Ska und Weltmusik in sich vereint. Krio de Morto (Todesschrei) aus Posen haben mit ihren düsteren Stücken Metalklänge in die Esperanto-Musikszene gebracht. Der Hamburger Sänger Ralph Glomp brachte Platten mit Übersetzungen deutscher Schlager auf den Markt. Vom Komponisten Lou Harrison ist eine CD erschienen, die Chorgesang mit Texten auf Esperanto enthält. Es handelt sich hierbei um eine Übersetzung des Herz-Sutras, eines buddhistischen Textes. Zu den erfolgreichsten Gruppen der Gegenwart zählt Dolchamar (Bittersüß) aus Finnland, die zunächst ab 2000 mit Hip-Hop (Ĉu vi pretas?) (Seid ihr bereit?) bekannt wurde und seit 2003 verstärkt elektronischen Rock spielt. Das Keyboard spielte einige Jahre lang Leena Peisa, bis sie Ende 2005 zu der englischsprachigen Hardrock-Formation Lordi wechselte, die den Eurovision Song Contest 2006 gewann. In ihrer Heimat spielen Dolchamar regelmäßig auf Weltmusik-Festivals.
Die deutsch-ukrainische Musikerin und Liedermacherin Lena Wilke gründete in den 90er Jahren an den Uckermärkischen Bühnen Schwedt/O. die  Esperato-Band "Ne plu". Mit ihrer Tochter Shenja (Ĵenja) konzertiert und veröffentlicht sie seit 2009 als Duo "ĴeLe".
In den wichtigsten Esperanto-Zeitschriften erscheinen regelmäßig Rezensionen über neue Musik-CDs oder Artikel über Bands. Auf Esperantotreffen gehören Auftritte von Esperantomusikern dazu. Auf der Internationalen Woche der Deutschen Esperanto-Jugend 2006/2007 gab es acht Konzerte.
Mit Muzaiko existiert seit April 2011 ein Musik-Internetradio, das  von einer „nicht-formal organisierten, internationale Gruppe von jungen Esperantosprechern“ betrieben wird. Der Podcast mit den Wortsendungen aus dem Programm des Kanals wird täglich 500 mal heruntergeladen; ebenso viele Hörer nutzen täglich den Livestream.
2018 wurde in der Neuen Bühne des Prager Nationaltheaters die esperantosprachige Oper Sternenhoch des tschechischen Komponisten Ivan Acher uraufgeführt.

## Kulturelle Veranstaltungen
Seit 1986 fand acht Mal in Skandinavien das Esperanto-Kulturfestival (Kultura Esperanto-Festivalo, KEF) statt.  Mit dem Esperanto-Kultur- und Kunstfestival („Kultura kaj Arta Festivalo de Esperanto“, KAFE) in Frankreich konnte im Jahr 2000 eine ähnliche Veranstaltung in Südeuropa organisiert werden. Die Russischen Esperanto-Organisationen können seit 1989 mit ihrem Festival „Esperanto – eine Kunst-Sprache“ (Esperanto – Lingvo Arta, EoLA) auf eine eigene Tradition zurückblicken. In Polen wurde mit den Künstlerischen Begegnungen auf Esperanto (Artaj Konfrontoj en Esperanto, ArKonEs) ein weiteres Treffen rund um Esperantokultur geschaffen, in der Ukraine mit der Samtenen Saison (Velura Sezono).